# Капитан-Луис-Анхель-Видаль (муниципалитет)
Капитан-Луис-Анхель-Видаль (исп. Capitán Luis Ángel Vidal) — муниципалитет в Мексике, штат Чьяпас, с административным центром в одноимённом посёлке. Численность населения, по данным переписи 2020 года, составила 4315 человек.

## Общие сведения
Площадь муниципалитета равна 225,4 км², что составляет 0,3 % от площади штата, а наиболее высоко расположенное поселение Лас-Нубес, находится на высоте 2020 метров.
Он граничит с другими муниципалитетами Чьяпаса: на севере с Монтекристо-де-Герреро и Анхель-Альбино-Корсо, на востоке с Ондурас-де-ла-Сьеррой, на юге с Эскуинтлой и Акакоягуой, и западе с Мапастепеком.

## Учреждение и состав
Муниципалитет был образован в 2017 году, по данным 2020 года в его состав входит 43 населённых пункта, самые крупные из которых:
| 120                        | Всего | 4315 |
| 0001                       | Капитан-Луис-Анхель-Видаль (исп. Capitán Luis Ángel Vidal) 15°36′04″ с. ш. 92°37′45″ з. д. (административный центр) | 638  |
| 0005                       | Консепсьон-Пинада (исп. Concepción Pinada) 15°36′53″ с. ш. 92°36′04″ з. д.                                          | 395  |
| 0031                       | Ранчо-Бонит (исп. Rancho Bonit) 15°34′38″ с. ш. 92°39′34″ з. д.                                                     | 324  |
| 0023                       | Матасано (исп. Matasano) 15°36′02″ с. ш. 92°33′52″ з. д.                                                            | 313  |
| 0036                       | Санта-Мария (исп. Santa María) 15°33′20″ с. ш. 92°38′16″ з. д.                                                      | 281  |
| 0030                       | Пьедра-Парада (исп. Piedra Parada) 15°31′49″ с. ш. 92°33′38″ з. д.                                                  | 268  |
| —                          | Прочие | 2096 |
| Названия на карте Генштаба | |      |

## Инфраструктура
По статистическим данным 2020 года, инфраструктура развита следующим образом:
- электрификация: 97,6 %;
- водоснабжение: 17,7 %;
- водоотведение: 93,3 %.